# Fabián Puerta
Fabián Hernando Puerta Zapata (ur. 12 lipca 1991 w Caldas) – kolumbijski kolarz torowy, dwukrotny medalista mistrzostw świata.

## Kariera
Pierwszy sukces w karierze Fabián Puerta osiągnął w 2010 roku, kiedy zdobył złoty medal w wyścigu na 1 km oraz srebrny w sprincie drużynowym podczas igrzysk Ameryki Środkowej i Karaibów w Mayagüez. W tym samym roku zwyciężył sprincie drużynowym podczas mistrzostw panamerykańskich. Na igrzyskach panamerykańskich w Guadalajarze w 2011 roku zwyciężył w keirinie, a w sprincie zdobył srebrny medal. W dwóch kolejnych latach zdobył łącznie pięć medali mistrzostw panamerykańskich, w tym trzy złote. W 2014 roku wystąpił na mistrzostwach świata w Cali, gdzie rywalizację w keirinie ukończył na drugiej pozycji. W zawodach tych wyprzedził go jedynie Francuz François Pervis, a trzecie miejsce zajął Holender Matthijs Büchli.